# Vladimir (Gorj)
Vladimir é uma comuna romena localizada no distrito de Gorj, na região de Oltênia. A comuna possui uma área de 58.97 km² e sua população era de 3361 habitantes segundo o censo de 2007.